# 誰與爭鋒 (歌曲)
《誰與爭鋒》（英語：Die Another Day）是2002年上映的007系列同名電影《誰與爭鋒》的主題曲，由美國女歌手瑪丹娜所演唱，該曲在告示牌單曲榜獲得第8名。

## 歌曲簡介

### 電影主題曲
《誰與爭鋒》是007系列電影第20集，2002年11月份上映。該集的主角詹姆斯·邦德由皮尔斯·布鲁斯南第4度出飾，也是最後一次。瑪丹娜除演唱該片主題曲外，她在片中亦客串演出擊劍教練一角，成為007系列中第一位在當部電影有參與演出的主題曲演唱者。瑪丹娜所演唱的主題曲，也是007系列第一次出現電子音樂曲風的電影主題曲。

### 商業成績
〈誰與爭鋒〉在2002年底發行單曲，在告示牌單曲榜最高成績為第8名，在榜內共停留17週。該單曲在告示牌銷售榜上蟬連11週冠軍，在舞曲榜獲得2週冠軍，在英國單曲榜獲得第3名。該曲除收錄在該電影原聲帶中，後來也收錄在瑪丹娜2003年發行的專輯《夢醒美國》（英語：American Life）中，以及2009年的精選輯《娜經典》（英語：Celebration）中。